# 14e Leger (Verenigd Koninkrijk)

Insigne van het Britse 14e Leger

Het Britse Veertiende Leger (Engels: Fourteenth Army) was een leger van de British Army tijdens de Tweede Wereldoorlog en bestond uit diverse eenheden van het Britse Gemenebest. Het leger bestond grotendeels uit eenheden uit Brits-Indië.

## Geschiedenis
Het Veertiende Leger werd in 1943 in India opgericht. Het Veertiende Leger, dat onder de 11e Legergroep viel, was verantwoordelijk voor de strijd tegen de Japanners in Birma.  De bevelhebber van het Veertiende Leger was luitenant-generaal William Slim. De ondergeschikte eenheden waren het Britse 4e Legerkorps in Assam en het 15e Indische Legerkorps in Arakan.
Het Veertiende Leger was in 1944 betrokken bij de Slag om Imphal en de Slag om Kohima. In 1945 begon het Veertiende Leger een offensief in Birma. Als eerste werd de stad Meiktila veroverd en kort daarna de stad Mandalay. Na de verovering van Mandalay begon het Veertiende Leger aan een opmars naar het zuiden richting de Birmese hoofdstad Rangoon die op 2 mei 1945 werd veroverd.
Na de verovering van Rangoon bereidde het Veertiende Leger zich voor op Operatie Zipper, de geplande invasie van Malaya en Singapore. De plek in Birma werd overgenomen door het Twaalfde Leger dat gevormd was uit het 33e Indische Legerkorps en het Britse 5e Legerkorps. In augustus 1945 werd generaal Slim als bevelhebber opgevolgd door Miles Dempsey.

## Eenheden
Het Veertiende Leger was tijdens de Tweede Wereldoorlog het grootste leger dat bestond uit eenheden uit het Britse Gemenebest.
Een totaal van vier legerkorpsen diende in het leger:
- 4e Legerkorps
- 15e Indische Legerkorps
- 33e Indische Legerkorps
- 34e Indische Legerkorps

Een totaal van dertien divisies diende in het leger: 
- 2e Infanteriedivisie
- Indische 5e Infanteriedivisie
- Indische 7e Infanteriedivisie
- 11e (Oost-Afrika) Infanteriedivisie
- Indische 17e Infanteriedivisie
- Indische 19e Infanteriedivisie
- Indische 20e Infanteriedivisie
- Indische 23e Infanteriedivisie
- Indische 25e Infanteriedivisie
- Indische 26e Infanteriedivisie
- 36e Infanteriedivisie
- 81e (West Afrika) Infanteriedivisie
- 82e (West Afrika) Infanteriedivisie

Daarnaast waren er andere eenheden.